# Médaille pour services distingués
 (février 2025).
Les Médailles pour services distingués (Exemplary Service Medal) sont des médailles canadiennes du système de distinctions canadien qui reconnaissent les services rendus pour assurer la sécurité du public. Elle peuvent être décernées à des employés ayant accompli 20 ans de service à temps plein « avec zèle et efficacité ». Pour certains services, il faut aussi que l'employé ait effectué pendant 10 ans des activités pouvant comporter un risque.
Médailles par service, avec leur date de création :
- Médaille de la police pour services distingués[2], 1983[3].
- Médaille pour services distingués en milieu correctionnel[4], 1984[5].
- Médaille de pompiers pour services distingués[6], 1985[7].
- Médaille pour services distingués de la Garde côtière canadienne[8], 1991[9].
- Médaille pour services distingués des services d'urgence médicale[10], 1994[11].
- Médaille pour services distingués des agents de la paix[12], 2004[13].

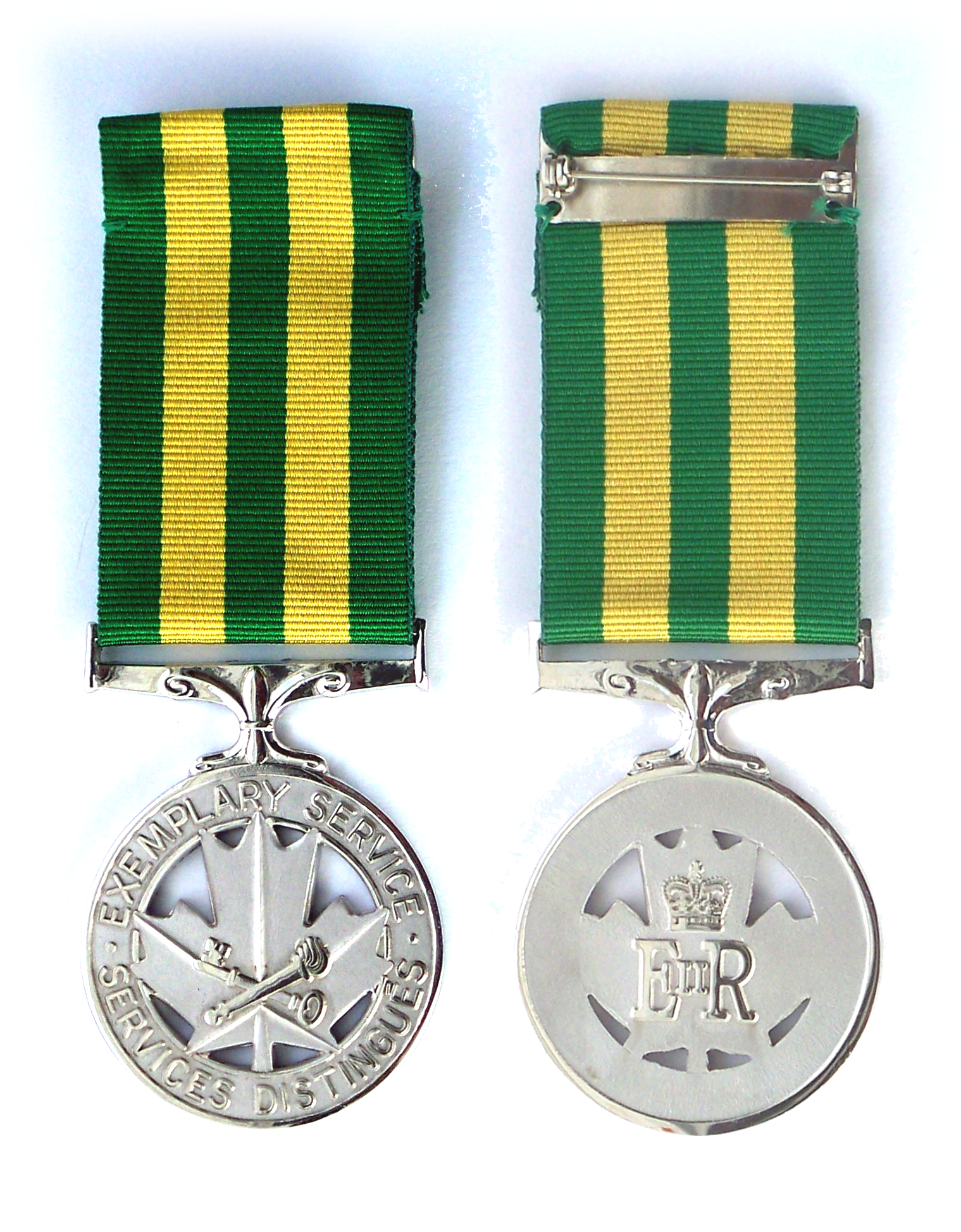
Médaille pour services distingués en milieu correctionnel.
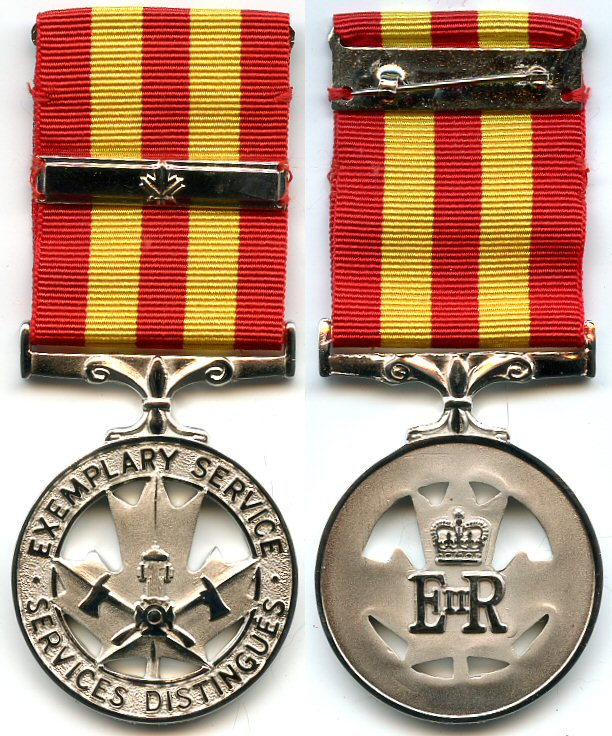
Médaille de pompiers pour services distingués.
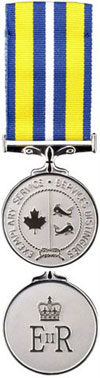
Médaille pour services distingués de la Garde côtière canadienne.